# Regino Ramirez (Teksas)
Regino Ramirez je naseljeno mjesto za statističke potrebe u američkoj saveznoj državi Teksas. Prema popisu stanovništva iz 2010. u njemu je živjelo 85 stanovnika.